# Manoel Bernardino da Paixão
Manoel Bernardino da Paixão (Salvador, 1881 — Salvador, 18 de abril de 1946) foi um sacerdote de candomblé.
Em 1900, Bernardino iniciou-se na Nação do Congo pelo Muxicongo (designação dos naturais do Congo), Manoel Inquice, sacerdote iniciado na África, e Mariazinha de Lembá, recebendo então a dijina de Ampumandezu. Fundador do Terreiro Bate Folha.
Samba Diamongo, do terreiro Manso Banto Quenqueu do Quinaçaba do bairro de Pirajá -Salvador,  filha de Dandalunda, que faleceu em 3 de junho de 1979, era filha do primeiro barco de Bernardino.